# فادية عبد الغني
فادية عبد الغني (26 ديسمبر 1961 -)، ممثلة مصرية.

## حياتها
بدأت التمثيل في عام 1978 وذلك عن طريق المسلسلات الدينية كمسلسل على هامش السيرة ومسلسل محمد رسول الله، تخرجت من «المعهد العالي للسينما» قسم تمثيل في عام 1984، وهي متزوجة من رجل الأعمال «فريد عبد الغني» ولها منه «سارة» و«محمد».

## أعمالها[6]

### المسلسلات
- دلع بنات.
- على هامش السيرة.
- محمد رسول الله.
- أبناء العطش.
- مسافرون.
- الأحباب والمصير.
- على الزبيق.
- هالة والدراويش.
- الدنيا وردة بيضاء.
- الثعلب.
- محمد رسول الله إلى العالم.
- المال والبنون - جزئين.
- لا.
- قالوا في الأمثال.
- شقة الحرية.
- لعبة كل يوم.
- أولاد الأصول.
- حواء والتفاحة.
- حكايات مستر أيوب ومسز عنايات.
- نصف ربيع الآخر.
- سنوات الشقاء والحب.
- السيرة الهلالية.
- التوأم.
- خلف الأبواب المغلقة.
- أمشير.
- حروف النصب.
- الوتد.
- سوق العصر.
- عائلة الحاج متولي.
- حلم ابن السبيل.
- العصيان - جزئين.
- رحلة العمر.
- ملفات سرية.
- العمة نور.
- عواصف النساء.
- سوق الزلط.
- الفاضي يعمل إيه - برنامج كوميدي.
- حرب الجواسيس.
- تاجر السعادة.
- قاتل بلا أجر.
- الهروب من الغرب.
- بشرى سارة.
- أكتوبر الآخر.
- نعم ما زالت آنسة.
- المواطن إكس.
- عابد كرمان.
- كاريوكا.
- خطوط حمراء.
- طرف ثالث.
- ابن النظام.
- السيدة الاولى.
- العميل 1001.
- دايماً عامر

### الأفلام
- الحقونا.
- فارس ظهر الخيل.
- يا أنا يا خالتي.

### المسرحيات
- 1998 - بوبي جارد.

## وصلات خارجية
- فادية عبد الغني على موقع الدهليز
- فادية عبد الغني على موقع قاعدة بيانات الأفلام العربية